# Twin City
Twin City – miasto w Stanach Zjednoczonych, w stanie Georgia, w hrabstwie Emanuel.